# Belfast Child
Belfast Child is een single van de Schotse band Simple Minds uit februari 1989. Het nummer kwam uit op de ep genaamd Ballad of the Streets en wist in drie landen de nummer 1-positie in de hitlijsten te halen.

## Melodie en invloed
Het nummer gebruikt de melodie van She Moved Through the Fair, een Iers folklied. Jim Kerr, zanger van de band, gaf later aan dat hij de melodie een paar dagen na een bomaanslag in Noord-Ierland voor het eerst hoorde. In het tweede gedeelte van Belfast Child probeert hij zich in te leven in de nabestaanden van de slachtoffers, die een geliefde hebben verloren.

## Videoclip
De videoclip van Belfast Child is in zwart-wit opgenomen. De clip toont beelden van kinderen en de armoede van Belfast. Regisseur van de clip is Andy Morahan en is samengesteld door Mark Alchin.

## Hitnoteringen
De single werd een hit in Europa, Australië en Nieuw-Zeeland. In de Eurochart Hot 100 werd de nummer 1-positie bereikt, Duitsland en Zwitserland de derde, Nieuw-Zeeland de achtste, Australië en Oostenrijk de twaalfde en Ierland de tweede. In het Verenigd Koninkrijk werd de nummer 1-positie bereikt in de UK Singles Chart.
In Nederland was de plaat op 10 februari 1989 de Alarmschijf. In zowel de Nederlandse Top 40 als de Nationale Hitparade Top 100 bereikte deze de nummer 1-positie. In Vlaanderen werd de tweede positie in zowel de voorloper van de Ultratop 50 als de Radio 2 Top 30 gehaald.

### Nederlandse Top 40
| Hitnotering: 18-02-1989 t/m 29-04-1989 | Hitnotering: 18-02-1989 t/m 29-04-1989 | Hitnotering: 18-02-1989 t/m 29-04-1989 | Hitnotering: 18-02-1989 t/m 29-04-1989 | Hitnotering: 18-02-1989 t/m 29-04-1989 | Hitnotering: 18-02-1989 t/m 29-04-1989 | Hitnotering: 18-02-1989 t/m 29-04-1989 | Hitnotering: 18-02-1989 t/m 29-04-1989 | Hitnotering: 18-02-1989 t/m 29-04-1989 | Hitnotering: 18-02-1989 t/m 29-04-1989 | Hitnotering: 18-02-1989 t/m 29-04-1989 | Hitnotering: 18-02-1989 t/m 29-04-1989 | Hitnotering: 18-02-1989 t/m 29-04-1989 |
| Week                                   | 1                                      | 2                                      | 3                                      | 4                                      | 5                                      | 6                                      | 7                                      | 8                                      | 9                                      | 10                                     | 11                                     |                                        |
| -------------------------------------- | -------------------------------------- | -------------------------------------- | -------------------------------------- | -------------------------------------- | -------------------------------------- | -------------------------------------- | -------------------------------------- | -------------------------------------- | -------------------------------------- | -------------------------------------- | -------------------------------------- | -------------------------------------- |
| Nummer                                 | 17                                     | 7                                      | 2                                      | 1                                      | 1                                      | 2                                      | 5                                      | 8                                      | 12                                     | 26                                     | 36                                     | uit                                    |

### Nationale Hitparade Top 100
| Hitnotering: 18-02-1989 t/m 20-05-1989 | Hitnotering: 18-02-1989 t/m 20-05-1989 | Hitnotering: 18-02-1989 t/m 20-05-1989 | Hitnotering: 18-02-1989 t/m 20-05-1989 | Hitnotering: 18-02-1989 t/m 20-05-1989 | Hitnotering: 18-02-1989 t/m 20-05-1989 | Hitnotering: 18-02-1989 t/m 20-05-1989 | Hitnotering: 18-02-1989 t/m 20-05-1989 | Hitnotering: 18-02-1989 t/m 20-05-1989 | Hitnotering: 18-02-1989 t/m 20-05-1989 | Hitnotering: 18-02-1989 t/m 20-05-1989 | Hitnotering: 18-02-1989 t/m 20-05-1989 | Hitnotering: 18-02-1989 t/m 20-05-1989 | Hitnotering: 18-02-1989 t/m 20-05-1989 | Hitnotering: 18-02-1989 t/m 20-05-1989 | Hitnotering: 18-02-1989 t/m 20-05-1989 |
| Week                                   | 1                                      | 2                                      | 3                                      | 4                                      | 5                                      | 6                                      | 7                                      | 8                                      | 9                                      | 10                                     | 11                                     | 12                                     | 13                                     | 14                                     |                                        |
| -------------------------------------- | -------------------------------------- | -------------------------------------- | -------------------------------------- | -------------------------------------- | -------------------------------------- | -------------------------------------- | -------------------------------------- | -------------------------------------- | -------------------------------------- | -------------------------------------- | -------------------------------------- | -------------------------------------- | -------------------------------------- | -------------------------------------- | -------------------------------------- |
| Nummer                                 | 20                                     | 5                                      | 1                                      | 1                                      | 2                                      | 3                                      | 4                                      | 8                                      | 10                                     | 26                                     | 37                                     | 46                                     | 55                                     | 96                                     | uit                                    |

### NPO Radio 2 Top 2000
| Nummer met noteringen in de NPO Radio 2 Top 2000 | '00 | '01 | '02 | '03 | '04 | '05 | '06 | '07 | '08 | '09 | '10 | '11 | '12 | '13 | '14 | '15 | '16 | '17 | '18 | '19 | '20 | '21 | '22 | '23 | '24 |
| ------------------------------------------------ | --- | --- | --- | --- | --- | --- | --- | --- | --- | --- | --- | --- | --- | --- | --- | --- | --- | --- | --- | --- | --- | --- | --- | --- | --- |
| Belfast Child                                    | 116 | 69  | 62  | 79  | 89  | 118 | 116 | 159 | 114 | 116 | 119 | 125 | 110 | 102 | 103 | 113 | 98  | 99  | 125 | 114 | 112 | 104 | 105 | 108 | 96  |

1. ↑  Een vetgedrukt getal geeft de hoogste notering aan.
2. ↑  2000 was het eerste jaar met een notering voor dit nummer.

### Evergreen Top 1000
| Evergreen Top 1000 "Belfast Child" | Evergreen Top 1000 "Belfast Child" | Evergreen Top 1000 "Belfast Child" | Evergreen Top 1000 "Belfast Child" | Evergreen Top 1000 "Belfast Child" | Evergreen Top 1000 "Belfast Child" | Evergreen Top 1000 "Belfast Child" | Evergreen Top 1000 "Belfast Child" | Evergreen Top 1000 "Belfast Child" | Evergreen Top 1000 "Belfast Child" | Evergreen Top 1000 "Belfast Child" | Evergreen Top 1000 "Belfast Child" | Evergreen Top 1000 "Belfast Child" | Evergreen Top 1000 "Belfast Child" | Evergreen Top 1000 "Belfast Child" | Evergreen Top 1000 "Belfast Child" | Evergreen Top 1000 "Belfast Child" |
| Jaar                               | 2008                               | 2009                               | 2010                               | 2011                               | 2012                               | 2013                               | 2014                               | 2015                               | 2016                               | 2017                               | 2018                               | 2019                               | 2020                               | 2021                               | 2022                               | 2023                               |
| ---------------------------------- | ---------------------------------- | ---------------------------------- | ---------------------------------- | ---------------------------------- | ---------------------------------- | ---------------------------------- | ---------------------------------- | ---------------------------------- | ---------------------------------- | ---------------------------------- | ---------------------------------- | ---------------------------------- | ---------------------------------- | ---------------------------------- | ---------------------------------- | ---------------------------------- |
| Positie                            | -                                  | -                                  | -                                  | -                                  | -                                  | -                                  | -                                  | -                                  | -                                  | -                                  | 490                                | 213                                | 312                                | 278                                | 241                                | 189                                |